# St. Johannis (Röslau)

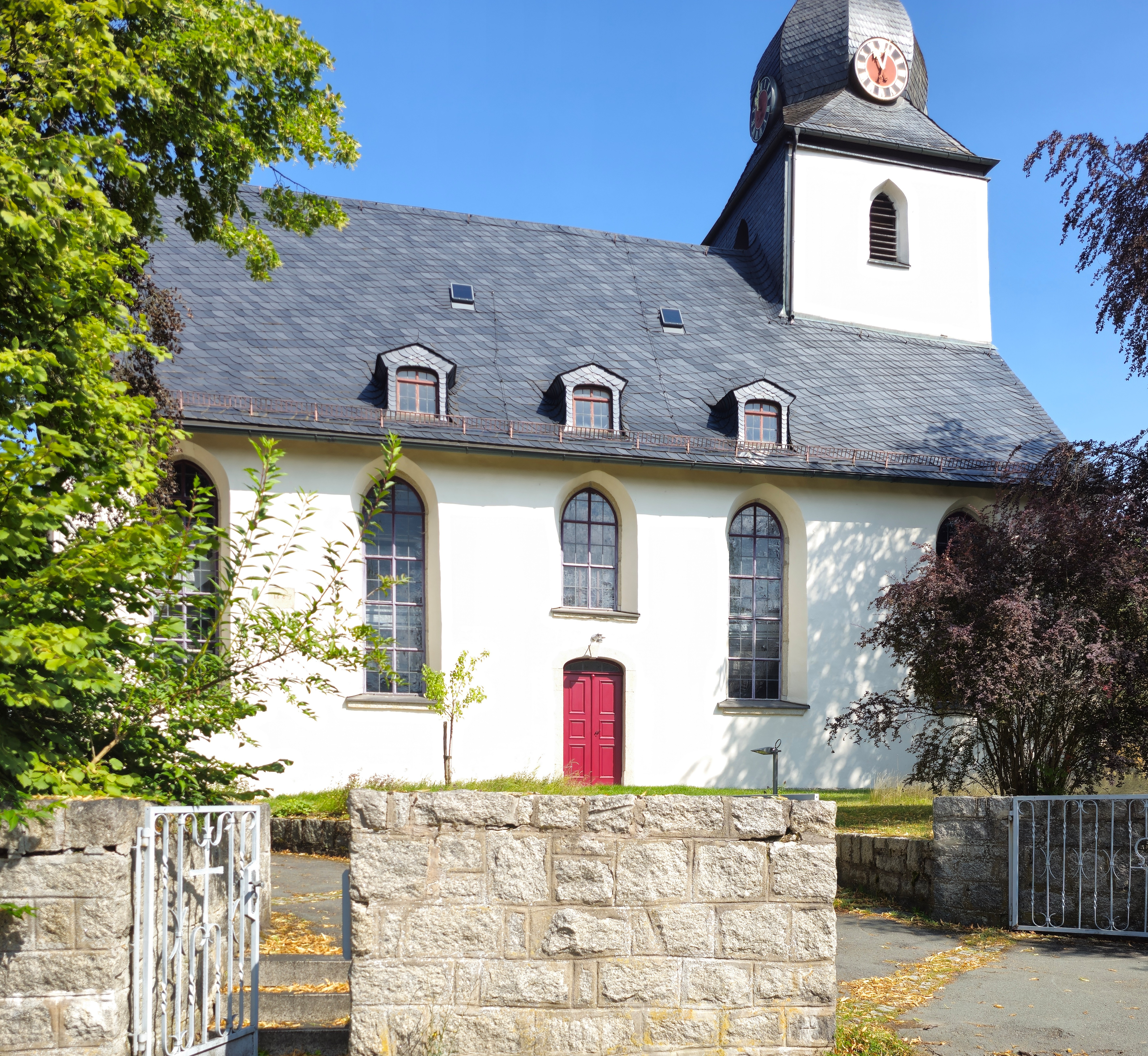
St. Johannis Röslau

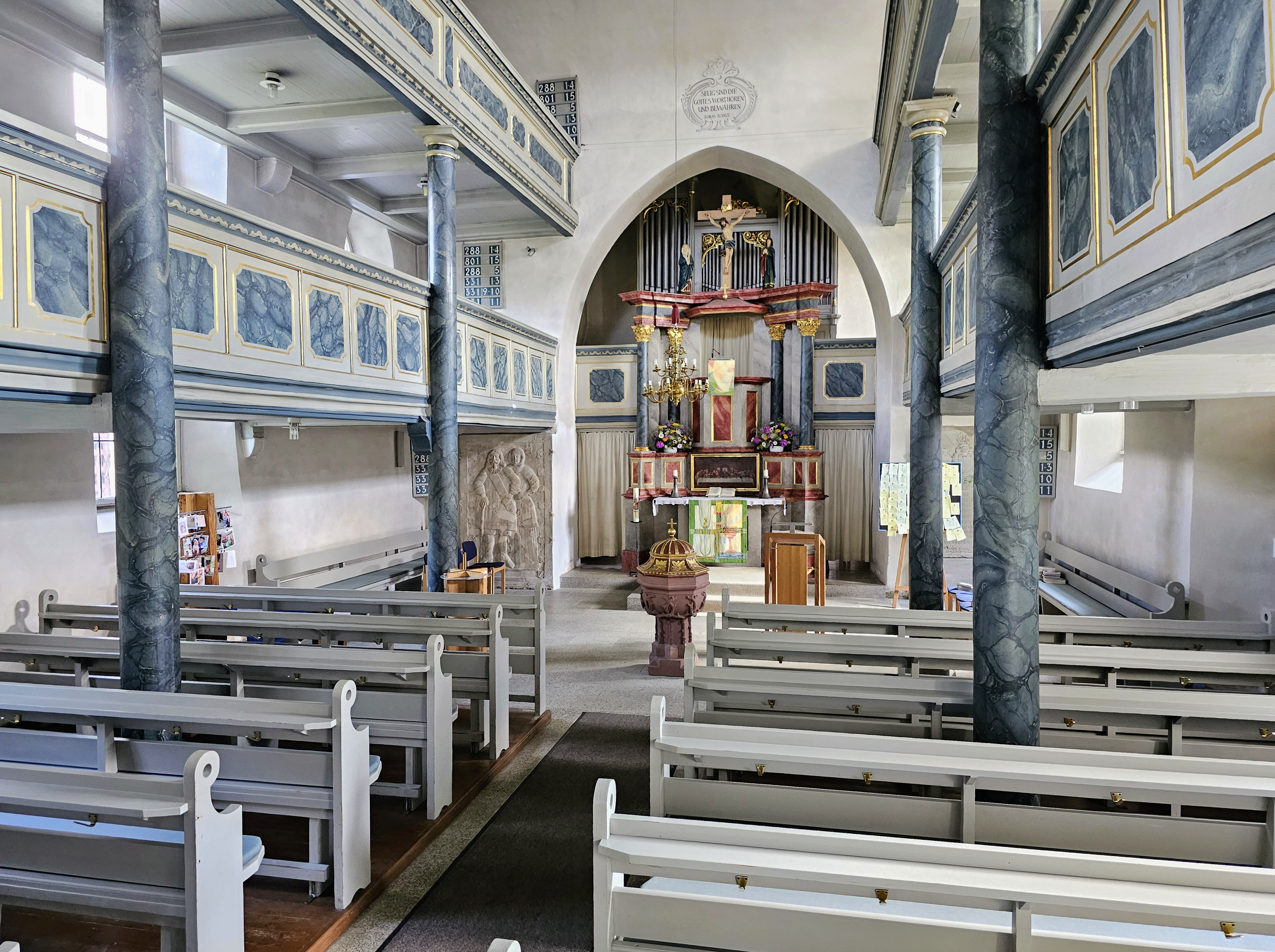
Innenraum (2023)

Die denkmalgeschützte, evangelisch-lutherische Pfarrkirche St. Johannis steht in Röslau, einer Gemeinde im Landkreis Wunsiedel im Fichtelgebirge (Oberfranken, Bayern). Die Kirche ist unter der Denkmalnummer D-4-79-145-3 als Baudenkmal in der Bayerischen Denkmalliste eingetragen. Es handelt sich um eine der oberfränkischen Markgrafenkirchen, die als Offene Kirche täglich zugänglich ist. Die Kirchengemeinde gehört zum Dekanat Wunsiedel im Kirchenkreis Bayreuth der Evangelisch-Lutherischen Kirche in Bayern.

## Beschreibung
Das Langhaus der Saalkirche, das mit einem Satteldach bedeckt ist, und der mit einer Zwiebelhaube bedeckte Chorturm stammen im Kern aus dem 13. Jahrhundert. Die Kirche wurde nach einem Brand 1528 wieder aufgebaut und das Langhaus 1717 erweitert. Das oberste Geschoss des Chorturms beherbergt hinter den Klangarkaden den Glockenstuhl. Die Turmuhr ist in der Zwiebelhaube, die 1716 erneuert wurde, untergebracht. Zur Kirchenausstattung gehört ein Kanzelaltar von 1700.